# Strukturwandel der Öffentlichkeit
Strukturwandel der Öffentlichkeit ist der Titel der 1962 erschienenen politikwissenschaftlichen Habilitationsschrift von Jürgen Habermas, die den Untertitel Untersuchungen zu einer Kategorie der bürgerlichen Gesellschaft trägt. Mit dem Titel Strukturwandel der Öffentlichkeit bezeichnet Habermas wie die an ihn anschließende sozialwissenschaftliche Diskussion einen umfassenden gesellschaftlichen Prozess, an dem Massenmedien und Politik sowie Bürokratie und Wirtschaft beteiligt waren und der die Entstehung der modernen Massengesellschaft prägte.

## Einleitung
Habermas habilitierte sich 1961 in Marburg bei Wolfgang Abendroth, nachdem er 1959 das Frankfurter Institut für Sozialforschung wegen Konflikten mit dem ursprünglich als Betreuer der Habilitation vorgesehenen Max Horkheimer verlassen hatte.
Horkheimer hatte Habermas als Marxisten bezeichnet, der „den Geschäften der Herren im Osten Vorschub“ leiste, nachdem Habermas einen Forschungsbericht zu Marx und dem Marxismus verfasst hatte, in dem er die Einheit von kritischer Theorie und revolutionärer Praxis als ein Apriori des Marxismus bezeichnet hatte. Horkheimer als Institutsdirektor bat daraufhin Adorno, Habermas zu entlassen, der Adornos Assistent war.
Das Abendroth gewidmete Buch Strukturwandel der Öffentlichkeit (künftig, sofern das Buch gemeint ist: SdÖ) wurde seit seiner Erstveröffentlichung vielfach wieder aufgelegt und in mehrere Sprachen übersetzt.
Jürgen Habermas entwirft darin eine Geschichte vom Aufstieg und Niedergang der bürgerlichen Öffentlichkeit, die trotz ihrer historisch-empirischen Schwächen einen einflussreichen Beitrag zu verschiedenen Bereichen kritischer Kulturtheorie leistet: Über das Verständnis der Funktion der Öffentlichkeit beabsichtigte Habermas nichts Geringeres, als die gegenwärtige Gesellschaft über eine ihrer zentralen Kategorien in den Griff zu bekommen und letztlich in aufklärerisch-rationaler Weise zu demokratisieren. Daneben lässt das Werk als Vorarbeit seiner späteren Untersuchungen bereits die Grundlinien erkennen, in denen Habermas seit den 1970er Jahren die nach eigenem Anspruch normativ gehaltvolle, empirisch angemessene und theoretisch einflussreiche Diskurstheorie entfaltete (vgl. SdÖ, § 25). Dabei spielt neben dem Status der Schrift SdÖ in Habermas’ Gesamtwerk der Einfluss der Kritischen Theorie der Frankfurter Schule eine besondere Rolle, der in SdÖ inhaltlich wie sprachlich deutlich wird und von Habermas bereits hier produktiv umgewandelt werden konnte.
Zunächst folgt ein Überblick über Habermas’ Darstellung der theoretischen und empirischen Herausbildung der bürgerlichen Öffentlichkeit als Prinzip und Institution im Verhältnis zu Staat und Gesellschaft. Anschließend wird ein Blick auf die soziale Grundlage bürgerlicher Öffentlichkeit und ihre politische Wirkung zu werfen sein, außerdem auf den normativen Charakter von Habermas’ Öffentlichkeitsbegriff, auf den Anschluss an die Kritische Theorie und auf den Zusammenhang mit Habermas’ Gesamtwerk. Schließlich ist noch auf Ursachen und Formen des Strukturwandels der Öffentlichkeit einzugehen sowie auf Habermas’ damalige und neuere Lösungsansätze dieser gesellschaftlichen Entwicklungsproblematik.

## Vorgeschichte der bürgerlichen Öffentlichkeit
Den zentralen Begriff in Habermas’ Öffentlichkeitskonzept stellt die „bürgerliche Öffentlichkeit“ dar, die sich seit der europäischen Frühen Neuzeit aus der zuvor dominierenden, monarchisch beherrschten „repräsentativen Öffentlichkeit“ entwickelt habe. Mit dem Adjektiv „öffentlich“ belegt Habermas all jene Hervorbringungen menschlicher Existenz, die von allgemeiner Bedeutung sind, also sämtliche Angehörigen einer Gruppe betreffen, und somit Aushandlungs- und Reglementierungsprozessen der Gesamtheit unterliegen. Dem gegenüber steht der Sektor des Privaten, der grundsätzlich der Herrschaft des Einzelnen unterliegt und vor Eingriffen der Allgemeinheit, seien sie staatlicher oder gesellschaftlicher Natur, geschützt ist. Die jeweiligen Relationen von Staat und Gesellschaft sowie zwischen monarchischer und demokratischer Repräsentation komplettieren daher Habermas’ Verständnis des Verhältnisses von Öffentlichkeit und Privatheit.

### Öffentliches und Privates
Den wesentlichen Hintergrund zu Habermas’ Theorie des Öffentlichen in der Moderne bilden die antiken griechischen Stadtstaaten, in denen der Sektor des Hauses (oikos) strikt von demjenigen der gemeinschaftlichen Aushandlung öffentlicher Belange (polis) getrennt gewesen sei. Nachdem das europäische Mittelalter, in Habermas’ Sicht, eine solche Trennung von Öffentlichem und Privatem nicht vollzogen habe, sei dieses dichotomische Konzept in der Renaissance wiederentdeckt worden und bilde bis in die Gegenwart das dominierende Deutungsmodell gesellschaftlicher Verfasstheit. Trotz dieser Parallelen zwischen antikem und neuzeitlichem Öffentlichkeitsverständnis fallen aber auch wesentliche Differenzen ins Auge: Die griechischen Stadtstaaten hatten ihre Dichotomie von privatem und öffentlichem Sektor auf der Basis antik-demokratischer Gesellschaftsstrukturen entwickelt, während die vorherrschende Gesellschaftsform der europäischen Vormoderne gerade die Monarchie war. Bis zur europäischen Aufklärung stand daher der staatlich-herrschaftlichen Sphäre des Monarchen die freiheitlich-private Sphäre gegenüber, in der die private Autonomie des Beherrschten gewahrt werden sollte (SdÖ, § 1). Fielen also im griechischen Stadtstaat der Antike Staat und Gesellschaft (der Vollbürger) grundsätzlich zusammen, existierten sie in der europäischen Neuzeit in einem wesentlichen Gegensatzverhältnis (SdÖ, § 3).

### Staat und Gesellschaft
Die Entwicklungsgeschichte der europäischen Öffentlichkeitsidee ist für Habermas vorrangig mit dem gesellschaftlichen Aufstieg des Bürgertums verbunden, einer Gruppe, die zwar über wesentlichen wirtschaftlichen Einfluss, aber kaum über gesellschaftliche Gestaltungsmacht verfügte. Mit fortschreitender faktischer gesellschaftlicher Bedeutung entwickelte das Bürgertum die Idee eines vor Ein- und Übergriffen des absolutistischen Staates geschützten, privaten Freiheitsraums, in dem sich der zunehmende Grad positiven bürgerlichen Selbstverständnisses ausdrückte. Einen ersten Kulminationspunkt in diesem Prozess stellte die Erklärung der Menschenrechte der französischen Nationalversammlung dar, die das Recht des Einzelnen auf Schutz vor herrschaftlichem Zwang kodifizierte. Den Beginn des Prozesses der „Verbürgerlichung“ der europäischen Gesellschaften setzt Habermas seit dem 16. Jahrhundert an, da sich parallel zum wirtschaftlichen Aufstieg des Bürgertums die Idee des bürgerlichen Publikums herausbildete. Dieses Publikum erfuhr herrschaftliche Reglementierungen primär in Formen der „öffentlichen Gewalt“ und verstand sich daher zunehmend als Gegenentwurf zum monarchisch organisierten Staat, dessen herrschaftlichem Handeln es die eigene, sogenannte „öffentliche Meinung“ gegenüberstellte, die allein der Legitimierung obrigkeitlicher Entscheidungen im Sinne des Gemeinwohls dienen sollte (SdÖ, § 3). Letztliche Grundbedingung für diesen grundsätzlichen Wandel des Begriffs der „Öffentlichkeit“ war die zeitgleiche Veränderung des Begriffs der „Repräsentation“.

### Monarchische und demokratische Repräsentation

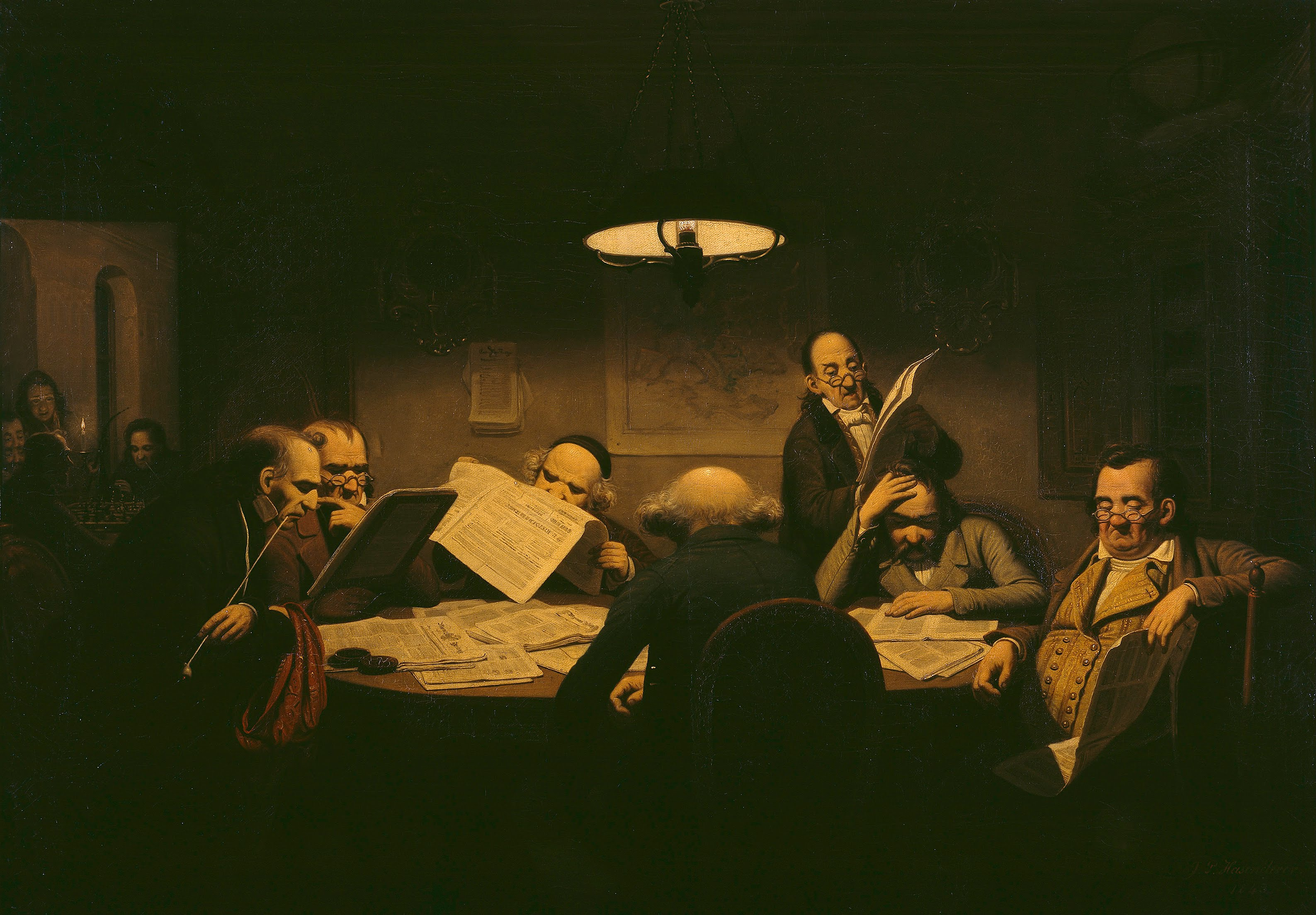
Das Lesekabinett von Johann Peter Hasenclever, 1843

Die Veränderung des Repräsentationsbegriffs kann noch heute veranschaulicht werden durch die unterschiedliche Bedeutung von „repräsentativ“ in den Wendungen „repräsentativer Hof“ und „repräsentative Demokratie“. Das dominante Herrscherkonzept mittelalterlicher und frühneuzeitlicher Monarchien baute auf der Vorstellung einer im Körper des Herrschers real manifestierten, göttlichen Legitimation qua Amt auf (Gottesgnadentum). Der jeweilige Herrscher repräsentierte somit durch seine Herrschaft die göttliche Weltordnung. Im Zuge fortschreitender Diversifizierung staatlicher Aufgaben (Verwaltung, stehendes Heer), die sich parallel zu den wirtschaftlichen Veränderungen durch den Merkantilismus herausbildeten, wandelte sich das Verständnis herrschaftlicher Repräsentation grundsätzlich: An die Stelle der Repräsentation göttlicher Allmacht durch den Herrscher trat nunmehr das jeweilige beherrschte Volk, das vom Herrscher zu repräsentieren war. Zum Maßstab einer erfolgreichen Form dieser neu verstandenen herrschaftlichen Repräsentation avancierte der wirtschaftliche Erfolg einer Gesellschaft, der letztlich die Basis jeglichen herrschaftlichen Handelns bildete (SdÖ, § 2).
Aus Habermas’ Sicht bedingte diese Veränderung des Repräsentationsbegriffs zugleich die Veränderung der „repräsentativen Öffentlichkeit“ monarchischer Hofhaltung hin zur „bürgerlichen Öffentlichkeit“. Das zentrale Mittel einer massenhaften Verbreitung dieses neuartigen Konzepts von Öffentlichkeit drückte sich in der Herausbildung neuartiger Formen bürgerlicher Publizität aus; die zunehmende Verbesserung der Drucktechnik führte europaweit zum Entstehen periodisch erscheinender Presseorgane. Zum ersten lieferten diese Zeitungen und Magazine ihrem bürgerlichen Publikum politische und wirtschaftliche Nachrichten, die, bisweilen schon tagesaktuell, über öffentlich relevante Ereignisse und Reglementierungen im jeweiligen Nationalstaat berichteten (z. B. Befehle und Verordnungen). Zum zweiten lieferten sie mit Themen wie „Wunderkuren und Wolkenbrüche“ auch unterhaltsam-eskapistische Neuigkeiten. Zum dritten, und dies ist das für Habermas wesentliche Merkmal des bürgerlichen Zeitungswesens, ermöglichten sie die Kritik des bürgerlichen Lesepublikums am monarchisch-herrschaftlichen Handeln (SdÖ, § 3). Die bürgerliche Öffentlichkeit, repräsentiert durch die öffentliche Meinung des Zeitungspublikums, wurde somit fortschreitend zum Probierstein der Erfolge und Misserfolge der herrschaftlichen Repräsentation des Volkes durch den Herrscher (SdÖ, § 4). Dies führte letztlich zu der paradoxen Situation, dass die Frage nach der Legitimität oder Illegitimität monarchisch-herrschaftlichen Handelns an die Zustimmung oder Ablehnung durch die öffentliche Meinung gekoppelt wurde und damit obrigkeitlich-staatliche Macht in einer Institution, der bürgerlichen Presse, zum Diskussionsgegenstand werden konnte, die dem reglementierenden Zugriff des Herrschers nur durch Mittel der Einschränkung der bürgerlichen Freiheitssphäre (Pressezensur) unterworfen werden konnte.

## Soziale Grundlage bürgerlicher Öffentlichkeit
Habermas beschreibt die gesellschaftlichen Schichten, aus denen das zu einer kritischen Öffentlichkeit versammelte Publikum entsprang, als geprägt von den Faktoren des Privateigentums (SdÖ, § 4), der bürgerlich-patriarchalischen Kleinfamilie (SdÖ, § 6) und der neuzeitlichen literarischen Kultur (SdÖ, § 7).

### Privateigentum
Die ökonomische Rolle des Bürgertums in den Anfängen der kapitalistischen Produktionsweise bestimmte auch die von ihm konstituierte Öffentlichkeit. Handels- und Finanzkapital sowie Manufaktur- und beginnendes Industriekapital prägten die entstehende bürgerliche Öffentlichkeit gemeinsam mit den bildungsbürgerlichen Schichten der Beamten, Akademiker und Offiziere. Diese „Bourgeoisie“ war es, die einerseits durch die öffentliche Kritik einen vom Staat nicht beeinträchtigten Bereich des freien Warenverkehrs durchsetzen, andererseits staatliche Garantien etwa für wirtschaftliche Großunternehmen einfordern wollte. Auch die mit der Industrialisierung einhergehenden Konflikte zwischen den bürgerlichen Gruppen wurden in der bürgerlichen Öffentlichkeit ausgetragen, um sie einer staatlich gestützten Lösung zuzuführen.
Entscheidend für die Formierung bürgerlicher Öffentlichkeit war, dass als Privatmann nur Teil des Publikums sein konnte, wer auch als Privateigentümer ökonomisch unabhängig war und eine entsprechende Bildung genossen hatte.

### Bürgerliche Familie
Als solcher Privatmann und Privateigentümer kam im Rahmen der bürgerlichen Familienstruktur nur der Familienvater (pater familias) in Frage. Die Bedeutung der anderen Familienmitglieder richtete sich an ihrer Bedeutung für den Patriarchen aus, oder an ihrer Aussicht, in der Zukunft (durch Weitergabe des Familienvermögens) in diese Position aufzurücken. Zu differenzieren ist hier zwischen den englischen Kaffeehäusern (→Café#Geschichte), die sozial etwas breiter, dafür aber rein männlich dominiert waren, und den französischen Salons (→Literarischer Salon), in denen die Damen der obersten Schichten (Adel, Großbürgertum, Intelligenz) eine wichtige Rolle spielten. Die Zugangsbedingungen zu diesen neben der deutschen Tischgesellschaft klassischen Orten bürgerlicher Diskussion (SdÖ, § 5) wurden in der Privatheit der bürgerlichen Familie hergestellt: Die Entdeckung von Subjektivität und individueller Autonomie sowie die Heranbildung einer kulturellen Literarizität fanden in der kleinfamilialen Privatsphäre statt, die durch die Ausdehnung des Privaten auf den Warentausch zu einer Intimsphäre komprimiert wurde.

### Literarische Öffentlichkeit
Gegen Habermas’ Theorie des Vorausgehens einer literarischen vor der politischen Öffentlichkeit wird eingewandt (z. B. Böning 2008), dass Zeitungen von Anfang an politische Berichterstattung leisteten. Die Kritik ist, wie viele andere empirisch-historische Kritik an SdÖ prinzipiell berechtigt, zumal Habermas die literarische Öffentlichkeit zwar ausführlich, aber etwas undeutlich behandelt: Er berichtet von der Lektüre psychologischer Romane (als Paradebeispiel Pamela von Samuel Richardson) und der Diskussion darüber, die sich bald vom Salon in die Presse ausdehnte, da jener zu eng geworden war, und von der daraus erwachsenden Kulturkritik als zuerst vorhandener Infrastruktur, die zur politischen Kritik benutzt werden konnte.
Die Einwände gegen Habermas’ Theorie der literarischen Öffentlichkeit als Grundlage der politischen Öffentlichkeit können beantwortet werden mit den beiden Hinweisen, dass (1.) die früheste politische Presse (gerade unter den Bedingungen der Zensur) zwar eine Berichterstattung leisten konnte, nicht aber eine unbeeinträchtigte politische Kritik. Gleichwohl ist diese politische Information als Voraussetzung späterer politischer Kritik zu betrachten. Auf kulturellem Gebiet war jedoch (gerade unter den Bedingungen des Wandels der Kultur zur Warenform) solche Kritik früher möglich und diente auf diese Weise zum Einüben des „kritischen Geschäfts“, das in der Folge auf die Politik übertragen werden konnte. Weiter ist darauf hinzuweisen, dass (2.) Habermas’ Begriff einer literarischen Öffentlichkeit nicht lediglich eine Öffentlichkeit meint, die (schöne) Literatur thematisiert, sondern eine Öffentlichkeit, die (a) anhand von Belletristik individuell und kollektiv geschult ist, das Urteilen eingeübt hat, und die (b) literarisch ist im Gegensatz zu subliterarischen und postliterarischen Öffentlichkeiten (SdÖ § 25), in denen Habermas’ Anforderungen an einen rationalitätsfunktionalen öffentlichen Diskurs nicht erfüllt werden können.

## Normativer Begriff der Öffentlichkeit
Hieran zeigt sich auch der normative Charakter des Öffentlichkeitsbegriffs bei Habermas, der nämlich bereits andeutet, was Habermas in den folgenden Jahrzehnten als Diskurstheorie entwickeln sollte: Die Explikation der Bedingungen der Möglichkeit einer rationalen gesellschaftlichen Organisation ist der rote Faden, der sich durch Habermas’ Gesamtwerk zieht. Dabei beruft er sich auf die reflexiv gewordene Vernunft, die Hauptforderung der (von Habermas positiv gewendeten) Dialektik der Aufklärung, die aber ihre traditionelle Zentrierung im Subjekt verliert und in den intersubjektiven Bereich der menschlichen Kommunikation verlagert wird:
In seinem Hauptwerk Theorie des kommunikativen Handelns entwirft Habermas eine Diskurstheorie, die unter Berufung auf Kant die drei Vernunftformen der theoretischen, praktischen und ästhetischen Vernunft umfasst und deren Realisierung (getrennt und als Einheit) in Form von Diskursen anstrebt. Die Diskurstheorie, der zufolge eine Behauptung darauf referiert, dass (unter Bedingungen einer idealen Kommunikationsgemeinschaft) der Geltungsanspruch der Aussage jederzeit und überall in einen Konsens überführt werden könnte, sei unter realen Bedingungen nur durch begründete Konsense substituierbar, so Habermas (→Konsenstheorie der Wahrheit).
Bürgerliche Öffentlichkeit, deren „Idee und Ideologie“ Habermas unter Verweis auf Kant (SdÖ, § 13), Hegel und Marx (SdÖ, § 14), J. S. Mill und Tocqueville (SdÖ, § 15) analysiert, beansprucht nach Habermas Wahrheit (theoretische Vernunft), Richtigkeit (praktische Vernunft) und Wahrhaftigkeit (ästhetische Vernunft) (→Konsensustheorie der Wahrheit (Habermas)). Im Prinzip könne sie diesen Anspruch auch einlösen, da sie herrschaftsfrei, gleich und allgemein gedacht sei, nur den zwanglosen Zwang des besseren Arguments einsetze und keine Bereiche als unhinterfragbar ausschließe. Aber – und hierin liegt sowohl die Chance der bürgerlichen Öffentlichkeit, als auch der Keim ihres Zerfalls: Was alle angeht, darüber müssen auch alle beraten können. Der allgemeine Zugang zur bürgerlichen Öffentlichkeit ist ihr notwendiges Postulat – und doch ihr bloß ideologischer Bestandteil: Durch die Zugangskriterien des Privateigentums und der Bildung waren die weitaus meisten Menschen vom öffentlichen Räsonnement (der vernünftigen Diskussion in Kaffeehäusern, Salons, Zeitungen und Zeitschriften) ausgeschlossen. Die bürgerliche Öffentlichkeit war dadurch nicht nur unvollständig, sondern „vielmehr gar keine Öffentlichkeit.“ (SdÖ, § 11)
Habermas’ Bild der frühbürgerlichen Öffentlichkeit des 17. und 18. Jahrhunderts gilt in der Geschichtswissenschaft seit den 1980er Jahren als eine nicht durch die Quellenlage gedeckte Idealisierung.

## Dialektik der Öffentlichkeit
Entfaltung von bürgerlicher Demokratie und kapitalistischer Wirtschaft konnte mit Hilfe der bürgerlichen Öffentlichkeit gelingen, die Überwindung des „Klassencharakters“ ihrer Herrschafts- und Wirtschaftsform jedoch naturgemäß nicht. Die Verfassungskodifikationen schützten die Bedingungen der bürgerlichen Öffentlichkeit (z. B. Pressefreiheit), aber auch die Bedingungen ihrer Abgrenzung gegenüber dem „vierten Stand“ (dem Proletariat zum Schutz des Privateigentums).
Doch durch den rational-normativen Gehalt der Allgemeinheit als notwendiger Bedingung von Öffentlichkeit überhaupt strebte die bürgerliche Öffentlichkeit über sich selbst hinaus. Die Verbreiterung ihrer gesellschaftlichen Basis durch Arbeiterbewegung, Verallgemeinerung des Wahlrechts und erste sozialstaatliche Ansätze führte zur Schwächung der kritischen Kraft und letztlich zur unwiederbringlichen Auflösung bürgerlicher Öffentlichkeit.

## Strukturwandel der Öffentlichkeit: Neo-Feudalismus
Die oben ausgeführte Trennung von Staat und Gesellschaft, Öffentlichem und Privatem, war die Grundlage bürgerlicher Öffentlichkeit. Nachdem diese ihren höchsten Entwicklungsstand vielleicht einhundert Jahre lang bis ins späte 19. Jahrhundert erlebt hatte (SdÖ, § 16), begann ihre Auflösung mit dem Verwischen der genannten Trennungen. Der niemals ganz erreichte Äquivalententausch nach liberalem Modell wurde zunehmend unglaubwürdiger, je mehr die Konzentration von Kapital und gesellschaftlicher Macht in einzelnen Händen die Idee der wirtschaftlichen Gleichheit kleiner Wareneigentümer ad absurdum führte. Die notwendige Entwicklung zur „sozialstaatlich verfassten Industriegesellschaft“ (SdÖ, § 16) vermischte Staat und Gesellschaft, Öffentliches und Privates, und führte zur Entstehung einer „Zwischensphäre“: Während der familiäre Freizeit-Bereich immer privater wurde, rückte die Arbeitswelt in eine Zwischenposition zwischen privatem und öffentlichem Bereich, was mit einem Funktionsverlust der bürgerlichen Familie einherging (SdÖ, § 17).
Auf diesen folgte notwendig der Zerfall der darauf aufbauenden „literarischen Öffentlichkeit“ im Aufstieg der Kulturindustrie und dem Niedergang des allgemeinen Räsonnements über kulturelle Themen. Die Massenmedien konnten nur eine Schein-Öffentlichkeit erzeugen, da ihre Kommunikation fast ausschließlich in nur eine Richtung verläuft, das Publikum tendenziell verstummt (SdÖ, § 18). Die Auflösung von kritischer Publizität in manipulative Werbung ließ selbst die formal demokratisierte Politik verkümmern. Sie führte zur bloßen Inszenierung von Öffentlichkeit und zu ihrer Refeudalisierung: Die monarchische Repräsentation kehrte zurück, diesmal in Form von Public Relations mehr oder weniger privater Personen und Verbände, die ihre privaten Interessen als allgemeine darstellen wollen (SdÖ, § 20f.).

## Lösungen
Habermas’ ursprünglicher Impuls war die Demokratisierung und Umgestaltung der halböffentlich gewordenen gesellschaftlichen Großorganisationen, die (1.) funktionsfähige interne Öffentlichkeiten und (2.) untereinander eine funktionsfähige Gesamtöffentlichkeit bilden sollten. Letztere Konzeption ist abgelegt, die Demokratisierung auch der anderen gesellschaftlichen Subsysteme neben der Politik hingegen nicht (Brunkhorst 2006). Wichtig ist – und bei ihm auch später immer wieder zu beobachten –, dass Habermas nicht dem Kurzschluss verfiel, die sozialstaatliche Entwicklung, die mit dem Zerfall der „idealen“ Öffentlichkeit einherging, für diese verantwortlich zu erklären und ihre Rücknahme zu fordern. Vielmehr zielt er in SdÖ wie in seiner Diskurstheorie des Rechts Faktizität und Geltung 1992 auf eine konsequente Umsetzung der Erfordernisse des Sozialstaats als eines „Faktum der [sozialen] Evolution“ (Brunkhorst 2004): Zu den Menschen- und Bürgerrechten müssen die Rechte sozialer Teilhabe und politischer Teilnahme hinzutreten, um das „System der Rechte“ (Faktizität und Geltung) zu vervollständigen (SdÖ, § 23).
Gegen die entpolitisierte Öffentlichkeit der paternalistischen Adenauer-Ära (Brunkhorst 2006) wandte sich Habermas implizit in SdÖ. Die 68er-Bewegung forderte auch im Anschluss an Habermas eine Repolitisierung der Öffentlichkeit und eine öffentliche Diskussion über alle öffentlichen (also politischen) Angelegenheiten. Darüber hinaus präsentiert sich Habermas’ Theorie der Öffentlichkeit weiter als ein normativer Ansatz, der die von der älteren Generation der Frankfurter Schule in ein unbestimmtes Jenseits verlegte Möglichkeit gesellschaftlicher Verbesserungen wieder als reale Chance begreift und die Negation von Herrschaft und Gewalt als Ergebnis einer rationalen gesellschaftlichen Organisation im Rahmen des demokratischen Rechtsstaats (Faktizität und Geltung) in Aussicht stellt.

## Aktualisierung 2021/2022
Mit dem im September 2022 erschienenen Sammelband Ein neuer Strukturwandel der Öffentlichkeit und die deliberative Politik schließt Habermas an seine These vom Strukturwandel der Öffentlichkeit an, der den Einfluss von Plattformmedien auf den demokratischen Prozess erörtert. Es handelt sich um die überarbeitete Fassung eines Aufsatzes aus dem Jahr 2021 sowie um ein Interview und ein Vorwort zu einem im Erscheinen befindlichen Band; die beiden letzteren Texte waren bisher nur in englischer Sprache zugänglich.

## Ausgaben
- Jürgen Habermas: Strukturwandel der Öffentlichkeit. Untersuchungen zu einer Kategorie der bürgerlichen Gesellschaft. 5. Auflage, Neuwied/Berlin 1971 [1962].
- Jürgen Habermas: Vorwort zur Neuauflage 1990. In: Ders.: Strukturwandel der Öffentlichkeit. Untersuchungen zu einer Kategorie der bürgerlichen Gesellschaft. Suhrkamp, Frankfurt am Main 1991, S. 11–50.